# 遊佐町立蕨岡小学校
遊佐町立蕨岡小学校（ゆざちょうりつ わらびおかしょうがっこう）は、山形県飽海郡遊佐町にあった公立小学校。

## 沿革
- 1910年（明治43年）
  - 10月 - 従来の2校2分教場を統合し、蕨岡尋常高等小学校設立。現在地に新校舎を完成竣工。
  - 11月 - 杉沢分教場新校舎完成竣工。
- 1926年（大正15年）7月 - 蕨岡尋常高等小学校に蕨岡村立青年訓練所（青年訓練所）を開設。
- 1934年（昭和9年）10月 - 校章制定。
- 1935年（昭和10年）4月 - 蕨岡農業補習学校（実業補習学校）と青年訓練所を合併し、蕨岡青年学校（青年学校）となる。
- 1937年（昭和12年）10月 - 新校歌制定。
- 1941年（昭和16年）
  - 1月 - 蕨岡尋常高等小学校が一部を残して焼失。
  - 4月1日 - 国民学校令により、蕨岡国民学校と改称。杉沢分教場は蕨岡国民学校分教場と改称。
- 1942年（昭和17年）6月 - 校舎完成、竣工式挙行。
- 1947年（昭和22年）4月1日 - 学制改革により、蕨岡村立蕨岡小学校と改称。同日、高等科は廃止され、新制中学に移行し、北校舎を使用して蕨岡中学校を開校。
- 1954年（昭和29年）8月1日 - 町村合併により、遊佐町立蕨岡小学校と改称。
- 1955年（昭和30年）4月 - 杉沢分教場が独立し、遊佐町立杉沢小学校となる。
- 1959年（昭和34年）8月 - 学校給食開始。
- 1960年（昭和35年）10月 - 創立50周年記念事業として、中庭に噴水付き花壇を造営する。剣道部創設。
- 1970年（昭和45年）7月 - プール竣工。
- 1975年（昭和50年）11月 - 創立65周年記念事業として、国旗等掲揚台を竣工する。
- 1978年（昭和53年）4月 - 杉沢小学校を統合。
- 1985年（昭和60年）10月 - 創立75周年記念事業・式典を挙行。記念誌を発行する。
- 1990年（平成2年）11月 - 創立80周年記念事業として、ファンファーレバンドを結成する。
- 1996年（平成8年）3月 - 国旗等掲揚ポール3本を改修する。
- 1997年（平成9年）5月 - 学校改築に伴い、『古い校舎を懐かしむ会』が開かれる。
- 1998年（平成10年）
  - 3月 - 新体育館で87回卒業証書授与式挙行。体育館完成を祝う会も行われたら。
  - 12月 - 新校舎（南校舎）上棟式を行う。
- 1999年（平成11年）4月 -新校舎（南校舎）での学校生活が始まる。ただし、1学年～4学年は特別教室での学習。
- 2000年（平成12年）
  - 1月 - 校舎が完成し、全学年新校舎での学校生活が始まる。
  - 7月 - グランド改修工事が始まる。
  - 9月 - 殖銀あすなろ振興会より絵画3点の寄贈、森みどり音楽教室を開催。
  - 10月 - 校舎改築竣工と学校創立90周年記念の両式典挙行。
  - 11月 - PTA作業により飼育小屋が作られる。
- 2005年（平成17年）
  - 6月 - JRC(日本青少年赤十字)に全校児童加盟。
  - 10月 - 創立95周年記念式典挙行、記念学習発表会開催。
- 2009年（平成21年）10月 - 新プール完成。
- 2010年（平成22年）10月 - 創立100周年記念式典。
- 2023年（令和5年）3月31日 - 遊佐町内小学校統合による（新）遊佐小学校開校により、閉校[1]。

## 学区
- 杉沢、上蕨岡、大蕨岡、豊岡、鹿野沢、小松、小原田の一部　(平津部落・上長橋部落)

## 周辺
- 蕨岡郵便局
- 山形県道373号杉沢南鳥海停車場線
- JA庄内みどり みどり特産精米センター

## アクセス
- 遊佐町営バス「蕨岡小学校」バス停下車。
- JR東日本羽越本線遊佐駅から、上述の町営バスで、「蕨岡小学校」バス停まで16分～19分。